# Organizer

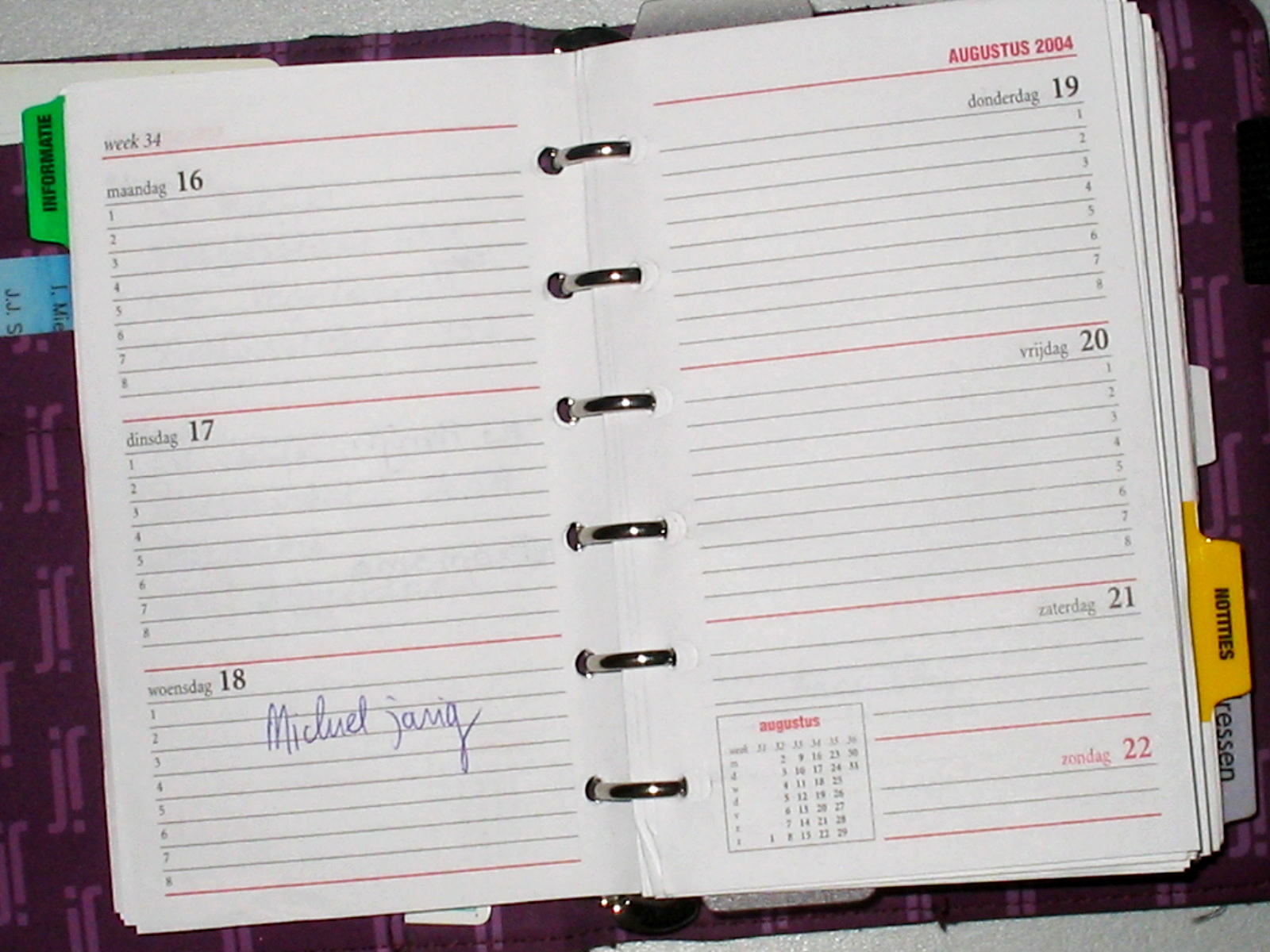
Organizer aus Papier

Organizer (oder Terminplaner, Zeitplanbuch; englisch Veranstalter) sind im Bürowesen und der Verwaltung der Anglizismus für Zeitplanungssysteme, die der Terminplanung, Adressen- oder Aufgabenverwaltung dienen. 

## Allgemeines
Organizer sind Büromaterial und gehören zu den Arbeits- und Organisationsmitteln. Als Sortierungsmedium verwalten sie Termine chronologisch, Adressen und Aufgaben alphabetisch. Organizer gehören zum Selbstmanagement und sind Bestandteil des Zeitmanagements, weil sie helfen, die Arbeit zu organisieren. Als Organizer können Ringbücher (Beispiel: Filofax, tempus, time/system), gebundene Bücher, Hefte oder lose Karteikarten dienen (Hipster PDA).

## Digitalisierung
Viele digitale Medien wie Personal Computer, Digitalkameras, Smartphones, Tabletcomputer, CD-Player oder MP3-Player verfügen über eine Organizer-Funktion, die Aufgaben, Dateien, Kontakte, Termine oder To-do-Listen führt und sortiert; Marktführer ist Microsoft Outlook. Organizer-Software ist ein weit in die Zukunft reichender interaktiver Kalender mit Erinnerungsfunktion. Organizer ist auch ein handlicher Computer, der sogenannte Electronic Organizer.